# Снайперы (фильм, 1985)
«Снайперы» — советский фильм 1985 года режиссёра Болотбека Шамшиева, фильм-лауреат Всесоюзного кинофестиваля.

## Сюжет
Фильм посвящен Герою Советского Союза снайперу Алие Молдагуловой, погибшей в боях за освобождение Ленинграда.

Юная девушка, до тех пор не державшая в руках оружия, становится снайпером — беспощадным, расчетливым, умелым. В киноленте переплетаются другие сюжетные линии — любовь, героизм, военное братство. Режиссёрский стиль Болотбека Шамшиева всегда отличался романтическим и философским осмыслением человека в потоке времени. Фильм «Снайперы» рассказывает не только о биографии Алии Молдагуловой, но и о боях и о взаимоотношениях солдат и мирного населения.

## В ролях
В главных ролях:
- Айтурган Темирова — Алия Молдагулова
- Марина Яковлева — Надя Веткина (прототип — Надежда Матвеева)
- Вера Глаголева — Роза Ковалёва
- Елена Мельникова — Александра Павлова, ефрейтор
- Николай Скоробогатов — Степан Ситкин, старшина Денисыч, снайпер

В остальных ролях:
- Касым Жакибаев — Бакиров, старшина
- Юозас Киселюс — Фёдор Матвеев, командир батальона (прототип — Николай Матвеевич Уральский)
- Эмиль Борончиев — Арман Кожахметов, лейтенант, политрук
- Михаил Крылов — Санёк Леонов, разведчик
- Татьяна Конюхова — Никифорова, майор
- Георгий Мартиросьян — Градов, майор
- Джейхун Мирзоев — Салаев
- Екатерина Горяева — Екатерина Ушакова
- Светлана Евстратова — Тамара Барамыкина
- Оразхан Кенебаев — разведчик
- Александр Беспалый — разведчик
- Анатолий Чарноцкий — разведчик
- Байкенже Бельбаев — разведчик
- Зейнулла Сетеков — старшина
- Владимир Грицевский — Савченко, командир роты

В эпизодах:
Светлана Кузьмина, Александр Кашперов, Шамиль Жунусов, Иван Мацкевич, Мария Зинкевич, Анатолий Котенёв, Александр Тимошкин, Шайза Ахметова, Александра Зимина и другие.
Роли озвучивали:
- Сергей Шакуров — Матвеев, роль Юозаса Киселюса
- Анна Каменкова — Алия Молдагулова, роль Айтурган Темировой
- Виктор Шульгин — Степан Ситкин, роль Николая Скоробогатова

Закадровый текст — Алексей Золотницкий

## Съёмки
Рабочее название фильма было «Снайпер Лия». Режиссёр хотел максимально достоверно снять фильм. Письма Алии, показываемые в кадрах между эпизодами фильма — настоящие.
Актриса Айтурган Темирова была выбрана на роль из-за поразительного сходства с героиней, она перечитала все её письма с фронта, максимально вжилась в образ.
Перед началом работы сценаристом фильма журналистом С. Аскаровым были изучены документы, съемочная группа фильма совершила экспедицию по местам боев 54-й стрелковой бригады, встретилась с её командиром Николаем Уральским, посетила военный мемориал в Новосокольниках и возложила цветы к памятнику и могиле Алии Молдагуловой.
Хотя фильм снят студий «Казахфильм», но в Алма-Ате съёмки не велись — место съёмок — полигон воинской части в Смолевичах, Белоруссия, съемочная группа и актёры несколько месяцев жили в казармах, в съёмках массовых сцен участвовали военнослужащие части. Главный военный консультант фильма — генерал-майор В. Шашков, консультант ряда известных военных фильмов.
Съёмочной группой были разысканы и помогли своими воспоминаниями о войне сослуживицы Алии Молдагуловой — её фронтовые подруги, ставшие прототипами для героинь Глаголевой и Яковлевой, в том числе её напарница Надежда Матвеева (в фильме это Надя Веткина). Также был найден, и официально выступил консультантом фильма, бывший командир батальона, в котором воевала Алия — Фёдор Иванович Моисеев — он практически учил актрису Айтурган Темирову обращаться со снайперской винтовкой и снайперскому делу — также как когда-то 40 лет назад саму её героиню:

Моисеев до конца фильма был нашим консультантом, поэтому «Снайперы» можно считать документальным фильмом. Он в подробностях рассказывал, как Алия держала винтовку, как она поворачивала голову. И он был настолько поражен моим сходством с ней. Обращался ко мне только по имени Лия. … Но самое опасное — это когда ты не можешь выйти из образа. Я не могла прийти в себя два года. Наверное, потому, что хотела сыграть очень точно и правдоподобно. Когда отсняли последний кадр, повисла тишина, и только Фёдор Моисеевич, комбат, заплакал, сказал, что заново пережил эту сцену. Так и я не могла, всё время хотелось плакать. Ходила на курс лечения к психологу, так потихоньку и отошла.
— исполнительница главной роли актриса Айтурган Темирова

## Образ
Созданный актрисой образ прочно ассоциируется с героиней, причём и в обратную сторону: фотографий Алии Молдагуловой сохранилось немного, и долгое время они были доступны только историкам, поэтому для иллюстраций часто использовались фотографии актрисы. Художники и даже скульпторы монументов девушке-снайперу, из-за небольшого числа её подлинных фотографий, использовали для создания произведений и фотографии Айтурган Темировой в образе, отчего иногда памятники героине содержат черты лица актрисы.
Такая популярность стала причиной ряда инцидентов.
В проведённом к 70-летию Победы в 2015 году среди в Казахстане опросе-распознании казахстанцев-геров Великой Отечественной войне, снайпер Алия Молдагулова с огромным отрывом оказалась самой узнаваемой личностью, но — в образе актрисы Темировой: на обложке информационной брошюры с фотографиями героев, показываемой опрашиваемым, была фотография из фильма.
В 2017 году в соцсетях вызвала дискуссию публикация фото с акции «Бессмертный полк», на которой несли фотографию актрисы в образе героини, подписанную как «Алия Молдагулова».

Конечно, мне очень приятно, что с моим образом ассоциируют великую дочь казахского народа Алию. Я знаю, моя фотография есть в книге, которую выпустили на ее юбилей, к тому же видела фото с моим изображением в одном музее. С другой стороны, есть у меня и странные чувства, когда с моим портретом выходят на «Бессмертный полк».— исполнительница главной роли актриса Айтурган Темирова
В 2013 году актриса была награждена казахстанским орденом «Достык» II степени, министр культуры, вручая ей награду, сказал: «Она прекрасно передала образ нашей Алии».

## Критика
Отмечается, что хотя в фильме нет крупных сражений, но напряжение нарастает от кадра к кадру, и на экране возникает негромкое величие людей защищающих родную землю от захватчиков.
Журналом «Искусство кино» было отмечено и успешное решение создателями фильма сцены первого выстрела героини, и работа в «динамичном и резком» эпизоде изнурительной дуэли героини фильма с немецким снайпером, и съёмка центрального эпизода картины — охоты на «кукушку».
Ключом к картине было названо включение в сюжет реальных писем героини: «размытые, выцветшие их строчки появляются в кадре», они не только создают настрой фильма:

Основная линия фильма — биография Алии Молдагуловой. Вероятно, картине предшествовала большая исследовательская работа, и материал оказался настолько объемным, что Б. Шамшиев и С. Аскаров поддались искушению использовать его в сценарии по максимуму. Биографию они погружают в хронику военного быта, в атмосферу фронтовых буден, не без основания полагая, что эта атмосфера, как катализатор, ускорит реакцию взаимодействия отдельных военных эпизодов. Но как их героям-снайперам для проведения серьезной операции «Кукушка» позарез была необходима «придумка», так нужна она была и сценарию. Необходимо было найти то логическое звено, которое сомкнуло бы в единую цепь повествования разрозненные детали разных микросюжетов фильма. Нужен был сценарный ход, который дисциплинировал бы отбор фактов, организовал курс движения документальных и вымышленных событий, определил бы логику сцепления эпизодов. Возможно, таким сюжетным стержнем могли стать используемые авторами фронтовые письма Молдагуловой.— журнал «Искусство кино», 1986 год
Критикой и киноведами отмечается высокая достоверность исполнения роли главной героини, показ постепенного формирования в героине готовности к самопожертвованию:

Перед Айтурган Темировой стояла сложная задача: понять душу девушки, вся жизнь которой была восхождением к подвигу: не ставить свою героиню на котурны, а показать живого человека. Темирова талантливо раскрыла душу Молдагуловой, которая радуется, страдает, думает и мечтает.— Пинский Б. — Айтурган Темирова // Советский экран, № 4, 1984.- стр. 12

## Награды
- Приз за лучший военно-патриотический фильм на ХIХ-ом Всесоюзном кинофестивале, 1986.
- Премия им. Асаналы Ашимова актрисе Айтурган Темировой за вклад в казахский кинематограф за раскрытие образа Алии Молдагуловой, 1992.

По словам актрисы Айтурган Темировой самым дорогим признанием для неё стала грамота Министра обороны СССР с присвоением ей почётного звания ефрейтора Советской армии.